# William Alexander Morgan
William Alexander Morgan (19 de abril de 1928 - 11 de março de 1961) foi um americano que combateu o ditador Fulgencio Batista durante a Revolução cubana, fazendo parte do grupo Segunda Frente Nacional de Escambray. Morgan foi um entre cerca de duas dúzias de cidadãos americanos a lutar na revolução ao lado das forças de Fidel Castro e um dos três únicos estrangeiros a ocupar o posto de comandante nas forças rebeldes. Nos anos após a revolução, Morgan ficou desencantado com a virada de Castro para o comunismo e se tornou um dos líderes da Rebelião de Escambray, instigada pela CIA.
Em 1961, foi preso pelo governo cubano castrista e, após um julgamento militar, acabou executado por um pelotão de fuzilamento na presença de Fidel e Raúl Castro.

## Biografia
Chegado a cuba em 1958, não luta ao lado de Fidel Castro e sim na segunda frente, ao lado de Santa-Clara. Junta as suas forças com as de Che Guevara para tomar a cidade a 31 de dezembro de 1958. Morgan e suas tropas tomam a cidade de Cienfuegos a 2 de janeiro de 1959.
Conhecido por ser anti-comunista e opondo-se a Che Guevara, ele é contactado pelos membros do antigo regime que preparam uma invasão a partir de São Domingos. Morgan que não acredita que Castro irá implementar um governo comunista, denuncia a tentativa de invasão e a 12 de agosto de 1959 todos os invasores são presos no aeroporto de Trinidad. A 15 de agosto Fidel Castro declara William Morgan como "herói nacional".
Opondo-se à orientação cada vez mais pro-soviética do governo, Margan prepara, juntamente com outros membros do exército, um movimento para remover o regisme castrista, e fornece armamento aos guerrilheiros anti-castristas. Morgan é preso em outubro de 1960 e é enviado para a fortaleza de la Cabaña.
A 11 de março de 1961, ele foi executado, acusado de ser um agente da CIA e de ter participado na explosão do la Coubre. A sua esposa Olga Morgan, uma cubana que conhecera quando guerrilheiro, é presa durante 12 anos.